# 10389 Robmanning
10389 Robmanning è un asteroide della fascia principale. Scoperto nel 1997, presenta un'orbita caratterizzata da un semiasse maggiore pari a 2,2642440 UA e da un'eccentricità di 0,2012641, inclinata di 4,92329° rispetto all'eclittica.